# Zhang Xiaoguang
Zhang Xiaoguang (chinois simplifié : 张晓光 ; chinois traditionnel : 張曉光) est un pilote et astronaute chinois, sélectionné dans le cadre du programme Shenzhou. Il est né dans le Liaoning en 1966 et a été commandant d'escadron dans la Force aérienne chinoise quand il a été choisi pour devenir astronaute en 1998. Il avait accumulé 1 000 heures de vol en 2004. Il a été sélectionné en tant que membre d'équipage de réserve pour la mission Shenzhou 9. En 2013, il a été sélectionné pour la mission Shenzhou 10, le troisième vol spatial en direction de la première station spatiale chinoise Tiangong 1.

## Vol réalisé
Le 11 juin 2013, Zhang Xiaoguang décolle à bord de Shenzhou 10, en direction de la première station spatiale chinoise, Tiangong 1. Il revient sur Terre le 26 juin 2013.